# کوه تامبورین (کوئینزلند)
کوه تامبورین (به انگلیسی: Mount Tamborine) یک شهرک در استرالیا است که در کوئینزلند واقع شده‌است.